# Генерал-інспектор

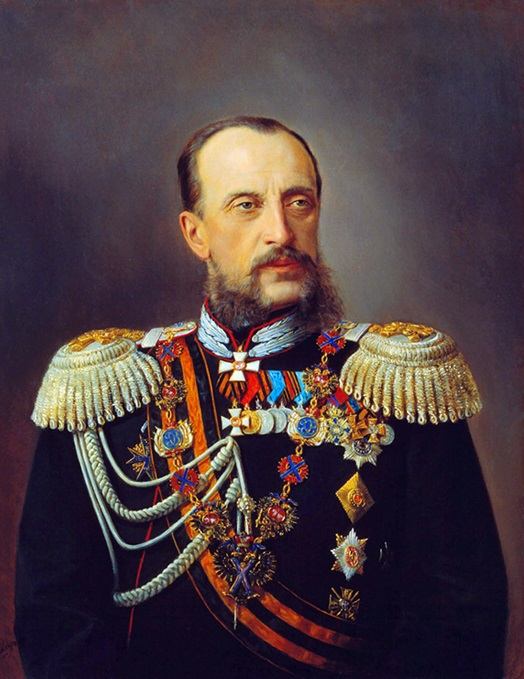
Генерал-фельдмаршал Великий князь Микола Миколайович Старший, генерал-інспектор по інженерній частині та кавалерії Російської імперії

Прапор генерал-інспектора Бундесверу

Генера́л-інспектор — військове звання і чин у багатьох країнах, зокрема в Російській імперії 1731–1917. 

## Російська імперія
Одна з вищих державних посад, що існували в Російській імперії; головний начальник по якому-небудь окремому військовому відомству. Посада неодноразово скасовувалася та відновлювалася, поки 16 (29 грудня) 1917 року декретом Ради Народних Комісарів «Про зрівняння всіх військовослужбовців в правах», не була остаточно ліквідована.
Військове звання і посада були запроваджені російською імператрицею Анною Іванівною у 1731 році, на цю посаду призначався один генерал-лейтенант, який мав трьох підлеглих інспекторів у званні генерал-майор. 
Деякий час по тому посаду генерал-інспектора було скасовано, але в 1780 році знову відновлено, коли  генерал-інспектором військ  був призначений фаворит імператриці Катерини II, генерал-аншеф,  Г. О. Потьомкін, якому в помічники були дані ще чотири інспектори. У 1791 році, після смерті Потьомкіна, посаду генерал-інспектора військ знову було скасовано.
Аракчеєв Олексій Андрійович 17(29) січня 1808 року призначений генерал-інспектором всієї піхоти та артилерії (з 4 січня 1798 був інспектором всієї артилерії). 8(20).04.1832 Аракчеєва було відсторонено від посади генерал-інспектора.
У 1818 році великий князь Микола Павлович вступив на посаду генерал-інспектора по інженерній частині. В 1825 році, після сходження на російський престол Миколи Павловича, цю посаду займає великий князь Михайло Павлович, який був на той час вже генерал-фельдцейхмейстером. Після смерті в 1849 році Михайла Павловича, обидві ці посади знову були на деякий час скасовані.
У 1820-х роках генерал-інспектором всієї кавалерії був великий князь Костянтин Павлович .
У 1852 році імператорським указом звання генерал-інспектора по інженерній частині було відновлено і надано великому князю Миколі Миколайовичу Старшому. Крім того, за часів імператора  Миколи I були засновані посади генерал-інспектора всієї піхоти та генерал-інспектора всієї кавалерії. З огляду на те, що посада генерал-інспектора всієї піхоти ніколи не була з'єднана з певними обов'язками, після смерті князя Олександра Аркадійовича Суворова, в 1882 році була фактично скасована.
Посада  генерал-інспектора всієї кавалерії  носила схожий характер до 1864 року, коли, з призначенням на цю посаду великого князя Миколи Миколайовича Старшого, на його високість було покладено загальне спостереження за благоустроєм кавалерії. У 1891 році зі смертю великого князя посади генерал-інспектора по інженерній частині  і генерал-інспектора всієї кавалерії були, на цей раз остаточно, скасовані.
У 1905 році великий князь Сергій Михайлович  отримує посаду генерал-інспектора артилерії (ще у 1904 році він стає інспектором всієї артилерії) в чині генерал-лейтенанта і посаду начальника Головного артилерійського управління. 22 березня (4 квітня) 1917 року генерала від артилерії Сергія Михайловича, як польового генерал-інспектора артилерії при Верховному головнокомандуючому, було звільнено від служби (з мундиром) за власним бажанням.
По суті своїй, генерал-інспектор виконував обов'язки покладені в даний час на командувачів родами військ.

### Генерал-інспектори Російської імперії
- Генерал-інспектор військ
  - Потьомкін Григорій Олександрович, 1777-1791
- Генерал-інспектор по інженерній частині
  - великий князь Микола Павлович, 1818-1825
  - великий князь Михайло Павлович, 1825-1849
  - великий князь Микола Миколайович Старший, 1852-1891
  - великий князь Петро Миколайович, 1904-1909
  - Вернандер Олександр Петрович, 06.02.1909-02.05.1912
- Генерал-інспектор всієї кавалерії
  - великий князь Костянтин Павлович, 1820-ті рр.
  - великий князь Микола Миколайович Старший, до1891
  - великий князь Михайло Олександрович, 19.01-31.03.1917
- Генерал-інспектор всієї піхоти
  - Аракчеєв Олексій Андрійович, 17(29).01.1808-8(20).04.1832
  - Суворов Олександр Аркадійович, до 1882
- Генерал-інспектор артилерії
  - Аракчеєв Олексій Андрійович, 17(29).01.1808-8(20).04.1832
  - великий князь Сергій Михайлович, 1913
- Генерал-інспектор військово-навчальних закладів
  - барон Розен Іван Федорович, до 1872
  - великий князь Костянтин Костянтинович, 1910-1915
- Генерал-інспектор військово-повітряного флоту
  - великий князь Олександр Михайлович, 12.1916-22.03.1917

## СРСР
Посада генерал-інспектора, з’явилася в Червоній армії в 1940 році, згідно наказу НКО СРСР № 0036 «Про утворення при народному комісарові оборони інспекцій», до цього посада мала назву «начальник управління (роду військ)». Посада в Головній інспекції Народного комісаріату оборони (з 1946 року Міністерства). В 1940 році були засновані інспекції: піхоти (Смирнов), кавалерії(Горордовиков), артилерії (Парсєгов), військово-повітряних сил, автобронетанкових військ (Вершинін), інженерних військ (Воробйов), зв’язку (Найдьонов). 
Підчас радянсько-німецької війни (1941-45 років) назву посади було змінено на «головний інспектор». Посаду було поновлено Наказом Народного комісара оборони СРСР І.В. Сталіна № 270/0381 від 25 листопада 1944 року.
Були присутні посади генерал-інспекторів за родами військ. Також була посада першого заступника та заступників генерал-інспектора. На рівні військових округів існувала посада інспектора, за родами військ.

### Генерал-інспектори Червоної армії
- - Генерал-інспектор піхоти Червоної армії
  - 1. Смирнов Андрій Кирилович, генерал-лейтенант, з 1940
  - Ковальов Михайло Прокопович, генерал-лейтенант, пр.1941.
- Генерал-інспектор кавалерії Червоної армії
  - 1.Городовиков Ока Іванович, генерал-полковник, з 1940
- Генерал-інспектор автобронетанкових військ (АБТВ) Червоної армії
  - 1. Вершинін Борис Георгійович, генерал-майор танкових військ, з 1940 (також був в 1941).
- Генерал-інспектор артилерії Червоної армії
  - 1. Парсєгов Михайло Артемійович, генерал-лейтенант артилерії, пр. 1940
  - Сівков Аркадій Кузьмич, генерал-лейтенант артилерії, пр.1941.
- Генерал-інспектор військово-повітряних сил (ВПС) Червоної армії
  - Смушкевич Яків Володимирович, генерал-лейтенант авіації, з 08.-12.1940.
  - Фалалєєв Федір Якович, генерал-майор авіації, пр.1941.
  - Туркель Іван Лукич, з 3.01.1943
- Генерал-інспектор військ зв’язку Червоної армії
  - 1. Найдьонов Іван Андрійович, генерал-лейтенант військ зв’язку, з 1940 (також був в 1941).
- Генерал-інспектор інженерних військ Червоної армії
  - 1. Воробйов Михайло Петрович, генерал-майор інженерних військ, з 1940 (також був в 1941).
  - Баранов Микола Парфенович, генерал-лейтенант інженерних військ, 07.1943-04.1944

### Генерал-інспектори Радянської армії
- Генерал-інспектор стрілецьких військ
  - Захаров Георгій Федорович, генерал армії, 1946-1947
  - Герасимов Михайло Никанорович, 06.1948-08.1950
- Генерал-інспектор стрілецьких та повітрянодесантних військ
  - Сергацков Василь Фадейович, генерал-лейтенант, 1951-1956
- Генерал-інспектор загальновійськових з’єднань Сухопутних військ
  - Ручкін Архип Іванович, генерал-лейтенант, 06.1954-04.1955
  - Орел Григорій Миколайович, генерал-полковник танкових військ, 1961-1969
- Генерал-інспектор кавалерії Сухопутних сил
  - Тюленєв Іван Володимирович, генерал армії, 07.1946-02.1947
- Генерал-інспектор винищувальної авіації ППО
  - Суворов Іван Павлович, генерал-майор авіації, 11.1955-03.1957
  - Сорокін Сергій Васильович, генерал-майор авіації, 03.1957-1963
- Генерал-інспектор авіації військово-морських сил (ВМС)
  - Наумов Микола Олександрович, генерал-лейтенант авіації, 10.1960-12.1966
  - Попков Віталій Іванович, генерал-майор авіації, з 12.1966
- Генерал-інспектор зенітної артилерії спеціальних військ ППО
  - Антоненко Михайло Васильович, 06.1954-03.1958
- Генерал-інспектор зенітної артилерії 
  - Антоненко Михайло Васильович, 03.1955-10.1958
- Генерал-інспектор зенітної артилерії і зенітно-реактивних військ ППО
  - Антоненко Михайло Васильович, з 03.1958
- Генерал-інспектор військово-повітряних сил
  - Андрєєв Вадим Костянтинович, генерал-полковник авіації, з 1983
- Генерал-інспектор інспекції тилу
  - Коньков Василь Фомич, генерал-майор, 05.1955-08.1957

## Річ Посполита
Військова посада присутня в збройних силах Річі Посполитої.
- Генерал-інспектор кавалерії
  - Макроновський Анжей, з 1754
  - Ілінський Януш Станіслав, з 1789
- Генерал-інспектор литовської армії
  - Грабовський Павло Єжи, з 1784

## США
Посада генерал-інспектора присутня в США. Так Честер Алан Артур  був генерал-інспектором міліції Нью-Йорка під час Громадянської війни. Кроган Джордж був генерал-інспектором Армії США (1825—1849), а Джеймс Алан Абрахамсон в 1974-76 роках був генерал-інспектором командування військово-повітряних систем ВПС.

## Франція
Посада в збройних силах Франції. 
- Генерал-інспектор в Північній Африці
  - Луї Франше д'Еспере, маршал Франції, 1923-1931
- Генерал-інспектор піхоти
  - граф Бреньє-Монморан Антуан Франсуа, дивізійний генерал, 1816-1818
- Генерал-інспектор медичної служби
  - Валері Андре, бригадний генерал медичної служби, з 1981
- Генерал-інспектор Ліону
  - Антуан дю Вердьє, XVI ст.

## Німеччина
У Федеративній Республіці Німеччина, посада генерал-інспектор Бундесверу (нім. Generalinspekteur der Bundeswehr) є найвищою посадою серед військових Збройних сил Німеччини.

### Генерал-інспектори Третього Райху
- Генерал-інспектор танкових військ
  - Гайнц Вільгельм Гудеріан, 1943-1945